# Bugs Bunny: Le pazze storie di Natale
Bugs Bunny: Le pazze storie di Natale (Bugs Bunny's Looney Christmas Tales) è uno speciale televisivo d'animazione natalizio prodotto e diretto da Friz Freleng e Chuck Jones e trasmesso sulla CBS il 27 novembre 1979. Lo speciale è composto principalmente da tre episodi, qui privi di titolo ma successivamente trasmessi come cortometraggi singoli, due dei quali con protagonista Bugs Bunny e prodotti e diretti da Freleng per la DePatie-Freleng Enterprises (così come le sequenze di raccordo) e uno con protagonisti Willy il Coyote e Beep Beep e prodotti e diretti da Jones per la Chuck Jones Enterprises. Lo speciale è stato trasmesso sulle reti Mediaset col titolo Natale con Pepé e Fog Leg e distribuito in home video col titolo Buon Natale con Bugs Bunny.

## Trama
Bugs dirige con difficoltà un coro natalizio composto da Porky Pig, Foghorn Leghorn, Yosemite Sam, Pepé Le Pew e Taddeo nell'esecuzione di "Deck the Halls", finché il gruppo non inscena la propria versione del Canto di Natale di Charles Dickens.

### Il racconto di Natale di Bugs Bunny
Bob Cratchit (Porky Pig) lavora come impiegato per Sam Scrooge (Yosemite Sam), che lo sfrutta e maltratta negandogli anche il carbone per scaldarsi. Bugs entra nell'ufficio di Scrooge con addobbi natalizi e vischio, ma viene cacciato fuori e decide di aiutare Cratchit rientrando di soppiatto e mettendogli un tizzone nella stufa. Scrooge però se ne accorge e se lo riprende, quindi licenzia Cratchit buttandolo fuori insieme a Bugs e al resto del coro che il coniglio aveva fatto entrare. Cratchit invita Bugs a cena e gli presenta suo figlio minore, Tiny Tim (Titti). In quel momento arrivano un funzionario della società di illuminazione che si porta via l'ultima candela (poiché Cratchit non ha pagato la bolletta) e un'ingiunzione di sfratto da parte di Scrooge. A questo punto Bugs ne ha abbastanza e, per prima cosa, decide di infastidire Scrooge con altri canti natalizi. Quando Scrooge esce per occuparsene, scivola in un mucchio di neve. Successivamente, mette della neve nel bagno caldo di Scrooge, rendendolo ghiacciato quando Scrooge vi entra. Quindi, si traveste da fantasma e terrorizza Scrooge e il suo gatto Silvestro, che scappa chiudendo Scrooge in camera. Bugs minaccia Scrooge di portarlo dal diavolo, così l'uomo si traveste da Babbo Natale e corre per la strada dando soldi ai bisognosi, quindi va da Cratchit e lo rende socio della sua compagnia.
Terminata la recita, Bugs si congratula con Sam per aver reso Scrooge un personaggio caritatevole, ma Sam gli dice che stava solo recitando e chiede al resto del gruppo di restituirgli tutti i suoi soldi. Nel frattempo Willy e Beep Beep, che seguivano la scena da fuori, iniziano a inseguirsi.

### Neve istantanea
Willy scopre che i corridori della strada odiano il freddo e possono essere facilmente catturati nella neve. Quindi, compra una macchina che produce neve istantanea sul bersaglio, ma essa gli fa sempre cadere addosso un mucchio di neve fino a farlo precipitare in un burrone. Willy ha quindi l'idea di scambiare due cartelli in modo da condurre Beep Beep su una cima montuosa innevata. L'uccello rimane bloccato su un lago ghiacciato e Willy gli pattina intorno, ma questo fa sì che l'intero lago attorno al cerchio da lui tracciato si rompa, facendo cadere Willy in acqua. Mentre Beep Beep se ne va usando il suo lastrone di ghiaccio come un motoscafo, Willy esce dall'acqua congelato. Il coyote quindi acquista un paio di sci con motore e una slitta trainata da una dozzina di cani e un cavallo a dondolo insieme a un lazo, ma tutto gli si ritorce contro. Alla fine, Willy prova a far rotolare una palla di neve gigante nella speranza di farla cadere su Beep Beep da un precipizio, ma cade lui stesso dal precipizio e insieme alla palla di neve, da cui esce con un aspetto simile a quello di Babbo Natale.
Nel frattempo, Bugs sta cantando "Jingle Bells" con il coro ma viene interrotto da suo nipote Clyde che gli ricorda che aveva promesso di leggergli un racconto di Natale, così i due tornano a casa.

### Un Babbo Natale indiavolato
Al Polo Nord, mentre Babbo Natale si prepara per il suo volo, il Diavolo della Tasmania fugge da un aereo cargo e finisce per paracadutarsi e atterrare vicino al laboratorio di Babbo Natale, dove si infila accidentalmente il vestito del vecchio (che era steso ad asciugare) e prende inavvertitamente il controllo della sua slitta. Intanto Bugs sta leggendo a Clyde A Visit from St. Nicholas, quando i due sentono un rumore sul tetto e Clyde pensa che sia Babbo Natale, così Bugs lo manda a letto. Taz, che ha fatto atterrare la slitta sul tetto, scende dal camino, e Bugs gli dà un caloroso benvenuto nonostante abbia notato che si tratta di "una fredda imitazione". Va in cucina e gli porta un piatto di latte e biscotti, ma Taz mangia l'intera tavola e prosegue divorando tutto ciò che gli capita a tiro. Quando adocchia uno dei regali sotto l'albero, Bugs allestisce un finto banco per lo scambio di regali e convince Taz a scambiarlo per un regalo più grande da aprire fuori: si tratta di un battello autogonfiabile, che si espande all'interno del corpo di Taz quando quest'ultimo lo mangia, facendolo galleggiare nel cielo. Clyde ritorna e dice a suo zio Bugs che Babbo Natale non ha messo nulla nella sua calza e ha anche lasciato lì la slitta e le renne. Così i due conigli prendono il controllo della slitta di Babbo Natale e partono per il Polo Nord per riportargliela.
Bugs e il suo coro cantano "Jingle Bells" sulla slitta, ora trainata da Taz, ma improvvisamente si ritrovano senza slitta dato che Taz si è mangiato anche quella.

## Personaggi e doppiatori
| Personaggio            | Doppiatore originale | Doppiatore italiano (primo doppiaggio) | Doppiatore italiano (ridoppiaggio)                |
| ---------------------- | -------------------- | -------------------------------------- | ------------------------------------------------- |
| Bugs Bunny             | Mel Blanc            | Willy Moser                            | Massimo Giuliani                                  |
| Yosemite Sam           | Mel Blanc            | Armando Bandini                        | Vittorio Amandola                                 |
| Porky Pig              | Mel Blanc            | Massimo Rossi                          | Marco Bresciani                                   |
| Foghorn Leghorn        | Mel Blanc            | Vittorio Di Prima                      | Bruno Alessandro                                  |
| Diavolo della Tasmania | Mel Blanc            | Vittorio Di Prima                      | Roberto Pedicini Stefano Fresi (scena finale)     |
| Titti                  | Mel Blanc            | Liliana Sorrentino                     | Ilaria Latini                                     |
| Gatto Silvestro        | Mel Blanc            | Franco Latini                          | Roberto Pedicini                                  |
| Speedy Gonzales        | Mel Blanc            | Franco Latini                          | Fabrizio Vidale                                   |
| Pepé Le Pew            | Mel Blanc            | Franco Latini                          | Gerolamo Alchieri                                 |
| Funzionario            | Mel Blanc            | Massimo Lopez                          | Gerolamo Alchieri                                 |
| Piloti                 | Mel Blanc            | Massimo Lopez                          | Neri Marcorè Massimo Gentile                      |
| Babbo Natale           | Mel Blanc            | Mauro Bosco                            |                                                   |
| Clyde Bunny            | June Foray           | Cinzia De Carolis                      | Paola Del Bosco Ilaria Latini (scena di raccordo) |
| Martha                 | June Foray           | Mirella Pace                           | Renata Biserni                                    |

## Edizione italiana
La prima edizione italiana dello speciale fu trasmessa su Rete 1 il giorno di Natale del 1981, e soffre di diversi errori di adattamento (in particolar modo nelle canzoni). Il doppiaggio fu eseguito dalla Mops Film e diretto da Willy Moser. Per la riedizione in VHS nel 1999 lo speciale fu ridoppiato in modo più corretto dalla Time Out Cin.ca sotto la direzione di Massimo Giuliani, fatta eccezione per Il racconto di Natale di Bugs Bunny e Un Babbo Natale indiavolato per cui fu riutilizzato il ridoppiaggio che era già stato eseguito due anni prima dalla Royfilm e diretto da Renzo Stacchi su dialoghi di Giorgio Tausani. Per questo motivo alcuni personaggi cambiano voce durante il cartone animato.

## Edizioni home video
Lo speciale fu distribuito in America del Nord in VHS nel 1990 e in DVD-Video il 30 ottobre 2007, come extra nel quarto disco della raccolta Looney Tunes Golden Collection: Volume 5 (intitolato "The Early Daze"). in Italia uscì invece in VHS nel novembre 1995 e in una nuova edizione nel 1999, mentre in DVD il 7 dicembre 2010 in coppia con Bugs Bunny e la festa di Halloween.